# Erfan
Erfan ist eine osttimoresische Siedlung im Suco Tohumeta (Verwaltungsamt Laulara, Gemeinde Aileu).

## Geographie
Der Weiler Erfan in der Südwestecke der Aldeia Berlihu-Meta auf einem Bergrücken, auf einer Meereshöhe von 1203 m. Nach Norden führt eine kleine Straße im Bogen in den anderthalb Kilometer in Luftlinie entfernten Dorf Berlihu-Meta, das fast 400 m tiefer liegt. Nach Südosten führt die Straße entlang dem Bergrücken zum über einen Kilometer entfernten Ort Solerema im Suco Seloi Craic.